# La notte del 12
La notte del 12 (La Nuit du 12) è un film del 2022 diretto da Dominik Moll, tratto dal libro 18.3. Une année à la PJ della giornalista Pauline Guéna.

## Trama
A San Giovanni di Moriana, durante la notte del 12 ottobre 2016, la ventunenne Clara Royer sta rincasando camminando su una strada deserta quando viene assassinata da un uomo con volto nascosto da un cappuccio, che le butta in faccia benzina tramite un piccolo contenitore e le dà fuoco con un accendino tascabile. Yohan ossia il nuovo capo della polizia di Grenoble e il suo più anziano collega Marceau si occupano del caso: i sospettati sono molti, a partire dai minacciosi ex fidanzati della giovane vittima, ma le prove non sembrano sufficienti per incriminare chicchessia.

## Distribuzione
Il film è stato presentato in anteprima il 20 maggio 2022 alla 75ª edizione del Festival di Cannes, nella sezione "Cannes Première", venendo poi distribuito nelle sale cinematografiche francesi a partire dal 13 luglio 2022 da Haut et Court. È stato distribuito nelle sale cinematografiche italiane dal 29 settembre 2022 a cura di Teodora Film.

## Riconoscimenti
- 2023 - Premio Lumière
  - Miglior film
  - Migliore sceneggiatura a Dominik Moll e Gilles Marchand
- 2023 - Premio César
  - Miglior film
  - Miglior regista a Dominik Moll
  - Migliore attore non protagonista a Bouli Lanners
  - Migliore promessa maschile a Bastien Bouillon
  - Miglior adattamento a Gilles Marchand e Dominik Moll
  - Miglior sonoro a François Maurel, Olivier Mortier e Luc Thomas
  - Candidatura migliore fotografia a Patrick Ghiringhelli
  - Candidatura miglior montaggio a Laurent Rouan
  - Candidatura migliore scenografia a Michel Barthélémy
  - Candidatura migliore musica a Olivier Marguerit
- 2023 - Premio Magritte
  - Miglior film straniero in coproduzione
  - Migliore attore a Bouli Lanners